# Deutsche Fußball-Amateurmeisterschaft 1984
Deutscher Fußball-Amateurmeister 1984 wurde der Offenburger FV. Im Finale im Offenburger Karl-Heitz-Stadion siegte Offenburg am 16. Juni 1984 mit 4:1 gegen den SC Eintracht Hamm.

## Teilnehmende Mannschaften
Sieben Meister der acht Oberliga-Staffeln sowie der Zweite und Dritte der Oberliga Nord aus der Saison 1983/84 spielten in einer Aufstiegsrunde die vier Aufsteiger für die 2. Bundesliga aus. Da der Meister der Oberliga Nord (Werder Bremen / Amateure) nicht aufstiegsberechtigt war, spielte er mit den Vizemeistern der anderen Staffeln um die Amateurmeisterschaft.
| Mannschaften | Mannschaften                 | Ligen Saison 1983/84       |
|              | Werder Bremen / Amateure     | Oberliga Nord              |
|              | Tennis Borussia Berlin       | Oberliga Berlin            |
|              | SC Eintracht Hamm            | Oberliga Westfalen         |
|              | SC Viktoria Köln             | Oberliga Nordrhein         |
|              | Viktoria Aschaffenburg       | Oberliga Hessen            |
|              | Eintracht Trier              | Oberliga Südwest           |
|              | Offenburger FV               | Oberliga Baden-Württemberg |
|              | FC Bayern München / Amateure | Bayernliga                 |

## 1. Runde
Hinspiele: Sa/So 26./27.05. Rückspiele: Mi/Do 30./31.05.
|                          | Gesamt          |                              | Hinspiel | Rückspiel |
| ------------------------ | --------------- | ---------------------------- | -------- | --------- |
| Viktoria Aschaffenburg   | 5:5 (4:5 i. E.) | Eintracht Trier              | 3:1      | 2:4 n. V. |
| Tennis Borussia Berlin   | 3:5             | Offenburger FV               | 2:1      | 1:4       |
| Werder Bremen / Amateure | 6:3             | FC Bayern München / Amateure | 2:2      | 4:1       |
| SC Viktoria Köln         | 1:2             | SC Eintracht Hamm            | 1:0      | 0:2       |

## Halbfinale
Hinspiele: So 03.06. Rückspiele: Sa 09.06.
|                          | Gesamt |                   | Hinspiel | Rückspiel |
| ------------------------ | ------ | ----------------- | -------- | --------- |
| Eintracht Trier          | 5:8    | Offenburger FV    | 4:4      | 1:4       |
| Werder Bremen / Amateure | 1:7    | SC Eintracht Hamm | 1:2      | 0:5       |

## Finale
| Offenburger FV                                                        | Offenburger FV | SC Eintracht Hamm | SC Eintracht Hamm |
| --------------------------------------------------------------------- | --- | --- | ----------------- |
| Offenburger FV                                                        | \| Samstag, 16. Juni 1984 um 15:00 Uhr in Offenburg (Karl-Heitz-Stadion) \| \| Ergebnis: 4:1 (1:0) \| \| Zuschauer: 9.000 \| \| Schiedsrichter: Dieter Niebergall (Rammelsbach) \|                          | \| Samstag, 16. Juni 1984 um 15:00 Uhr in Offenburg (Karl-Heitz-Stadion) \| \| Ergebnis: 4:1 (1:0) \| \| Zuschauer: 9.000 \| \| Schiedsrichter: Dieter Niebergall (Rammelsbach) \|                                                                                        | SC Eintracht Hamm |
| Offenburger FV                                                        | Klaus Müller – Uli Bruder – Michael Hertwig, Karl-Heinz Kornetzki, Gerhard Kern – Bernd Schmider, Jürgen Hartmann, Wilfried Trenkel, Uwe Hertweck – Ralf Todzi, Herbert Anderer Cheftrainer: Alfred Metzler | Willi Brock – Josef Kaczor – Matthias Watermann (46. David Bennett), Harald Schötteldreier, Norbert Mehle – Herbert Hrubesch (69. Klaus-Peter Kampschulte), Peter Kaczor, Helmut Reiners, Harry Ellbracht – Gisbert Paus, Manfred Lopatenko Cheftrainer: Klaus-Peter Koch | SC Eintracht Hamm |
| Offenburger FV                                                        | 1:0 Ralf Todzi (24.) 2:0 Ralf Todzi (69.) 3:1 Uwe Hertweck (77.) 4:1 Ralf Todzi (85.) | 2:1 Harry Ellbracht (71.) | SC Eintracht Hamm |
| Offenburger FV                                                        | Schötteldreier, Hrubesch | | SC Eintracht Hamm |
| Offenburger FV                                                        | Bennett (86.) | | SC Eintracht Hamm |
| Offenburger FV                                                        | Zeitstrafen (10min): Mehle (27.), Paus (63.), J.Kaczor (79.) | | SC Eintracht Hamm |
| Samstag, 16. Juni 1984 um 15:00 Uhr in Offenburg (Karl-Heitz-Stadion) | | |                   |
| Ergebnis: 4:1 (1:0)                                                   | | |                   |
| Zuschauer: 9.000                                                      | | |                   |
| Schiedsrichter: Dieter Niebergall (Rammelsbach)                       | | |                   |